# Gregory Maguire
Pour les articles homonymes, voir Maguire.
Œuvres principales
- Wicked : La Véritable Histoire de la méchante sorcière de l'Ouest

Gregory Maguire, né le 9 juin 1954 à Albany dans l'État de New York, est un auteur américain.
Il est principalement connu pour être l'auteur du roman Wicked : La Véritable Histoire de la méchante sorcière de l'Ouest qui a donné lieu à une adaptation en comédie musicale pour Broadway en 2003 par le trio Stephen Schwartz, Winnie Holzman et Marc Platt. Vingt ans plus tard, cette même comédie musicale tiré de son roman donne lieu à une adaptation cinématographique en deux parties en 2024 et 2025 par le réalisateur Jon Chu avec Cynthia Erivo et Ariana Grande dans les rôles principaux.

## Biographie
Gregory Maguire est l'auteur de Wicked : La Véritable Histoire de la méchante sorcière de l'Ouest (Wicked: The Life and Times of the Wicked Witch of the West), Les Petites Sorcières (Confessions of an Ugly Stepsister) et de nombreux autres romans, aussi bien pour adultes que pour la jeunesse. Beaucoup des romans de Gregory Maguire à destination des adultes revisitent des univers conçus à l'origine pour les enfants. Par exemple, Wicked présente le pays d'Oz sous un angle différent, où la méchante sorcière de l'Ouest devient un personnage sympathique, Elphaba, opprimée par la société et à laquelle s'identifie le lecteur. Wicked a été adapté en comédie musicale l'année de sa parution et a connu un succès remarquable aux États-Unis. Sa suite, Son of a Witch, paraît en 2005 aux États-Unis.
Maguire passe son doctorat en littérature anglaise et américaine à la Tufts University. Il est professeur et codirecteur à Simmons College Center pour l'étude de la littérature de jeunesse de 1979 à 1985. En 1987, il cofonde le Children's Literature New England dont il est actuellement codirecteur, bien que l'organisation ait annoncé son intention de fermer. 
Il est marié au peintre Andy Newman, avec qui il a adopté trois enfants.
Dans son livre Confessions of an ugly stepsister, qui se passe au siècle d'or hollandais à Haarlem, Gregory Maguire nous fait découvrir le boerenkoffie,.

## Œuvres

### SérieHamlet Chronicles
1. (en) Seven Spiders Spinning, 1994
2. (en) Five Alien Elves, 1998
3. (en) Six Haunted Hairdos, 1999
4. (en) Four Stupid Cupids, 2000
5. (en) Three Rotten Eggs, 2002
6. (en) A Couple of April Fools, 2004
7. (en) One Final Firecracker, 2005

### UniversPays d'Oz

#### SérieWicked
1. Wicked : La Véritable Histoire de la méchante sorcière de l'Ouest, Bragelonne, 2011 ((en) Wicked: The Life and Times of the Wicked Witch of the West, 1995)
2. Son of a Witch : La Véritable Suite de Wicked, Bragelonne, 2022 ((en) Son of a Witch, 2005)
3. (en) A Lion Among Men, 2008
4. (en) Out of Oz, 2011
5. (en) Elphie: A Wicked Childhood, 2025

#### SérieAnother Day
1. (en) The Brides of Maracoor, 2021
2. (en) The Oracle of Maracoor, 2022
3. (en) The Witch of Maracoor, 2023

### Romans indépendants
- (en) The Lightning Time, 1978
- (en) The Daughter of the Moon, 1980
- (en) Lights on the Lake, 1981
- (en) The Dream Stealer, 1983
- (en) I Feel like the Morning Star, 1989
- (en) Lucas Fishbone, 1990
- (en) Missing Sisters, 1994
- (en) Oasis, 1996
- (en) The Good Liar, 1997
- Les Petites Sorcières, Le Rocher, 2001 ((en) Confessions of an Ugly Stepsister, 1999)
- (en) Crabby Cratchitt, 2000
- Les Fantômes de Winnie, Le Rocher, 2003 ((en) Lost, 2001)
- (en) Mirror, Mirror, 2003
- (en) Leaping Beauty: And Other Animal Fairy Tales, 2004Écrit avec Chris L. Demarest.
- (en) What-the-Dickens: The Story of a Rogue Tooth Fairy, 2007
- (en) Click, 2007Écrit avec Linda Sue Park, David Almond, Eoin Colfer, Roddy Doyle, Deborah Ellis, Nick Hornby, Margo Lanagan, Ruth Ozeki et Tim Wynne-Jones (en).
- (en) The Next Queen of Heaven, 2010
- (en) Egg and Spoon, 2014
- (en) After Alice, 2015
- (en) Hiddensee, 2017
- (en) A Wild Winter Swan, 2020
- (en) Cress Watercress, 2022

### Recueil de nouvelles
- (en) Leaping Beauty and Other Animal Fairy Tales, 2004

### Nouvelles
- (en) The Honorary ShepherdsParue dans Am I Blue?: Coming Out From the Silence, recueil de nouvelles pour adolescents gays et lesbiens en 1995
- (en) Beyond the FringeParue dans A Glory of Unicorns, réuni par Bruce Coville en 1998

### Adaptations
- Wicked, comédie-musicale de Stephen Schwartz, Winnie Holzman et Marc Platt, produite à Broadway depuis 2003.
- Wicked, première volet de l'adaptation cinématographique de la comédie musicale par Jon Chu.
- Wicked : For Good, second volet de l'adaptation cinématographique de la comédie musicale par Jon Chu.